# ثوجون
ثوجون هو مركب عضوي ينتمي إلى الكيتونات وإلى مركبات أحادي التربين له الصيغة الكيميائية C10H16O، ويكون على شكل سائل له رائحة المنثول.

## الوفرة الطبيعية
يوجد هناك مقابلان عير ضوئيان للمركب متوفران طبيعياً وهما (−)-α-ثوجون و (+)-β-ثوجون. والمركب موجود طبيعياً في العديد من النباتات مثل العفص، (ومنه اشتق الاسم، إذ أن الاسم العلمي للعفص هو Thuja)؛ وكذلك في شجر العرعر ونبات المردقوش الشائع والمريمية وفي حشيشة الدود وفي الشيح، وخاصة شيح ابن سينا.
كما يوجد آثار من المركب في المشروب الروحي أفسنتين.

## الخواص
يوجد أربعة مصاوغات مرآتية للمركب وهي:

(−)-α-ثوجون
(+)-α-ثوجون
(+)-β-ثوجون
(−)-β-ثوجون

## علم الأدوية
يعد مركب ثوجون من مستقبلات GABA؛ وكان يظن في الماضي أن له أثراً شبيهاً بأثر رباعي هيدرو كانابينول (THC) على مستقبلات الكانابينويد؛ إلا أنه تبين أن ذلك كان خاطئاً.

## اقرأ أيضاً
- ثوجين
- سابينين